# Бошко Радишић
Бошко Радишић (18. децембар 1980 — Београд, 2. јун 2009), познатији као RNA, био је српски певач, фронтмен треш метал бенда Space Eater.

## Биографија
У почетку, Бошко је био члан бенда After Life, да би касније са Станиславом Шашанским основао бенд Space Eater крајем 2003. године, који је био музички оријентисан ка традиционалном немачком треш метал звуку. Бошко је са бендом у улози певача и аутора текстова снимио два демоа „Live at Studio 6“ (2005) и „Bombs Away!“ (2006) као и први студијски албум „Merciful Angel“ у августу 2007. године.
Са бендом је наступио на многим манифестацијама, а неки од најистакнутијих наступа су се одиграли на Зајечарској гитаријади 2005. године и Егзит фестивалу у Новом Саду 2007. Бенд је такође требало да подржи наступе немачких треш метал бендова Destruction и Sodom у Београду 2009. године.
Бошко Радишић је такође радио као новинар за Rock Express магазин и био је уредник фанзина The Vault путем ког је активно промовисао српску метал сцену у иностранству.
Он и његова сестра Марија, трагично су настрадали у пожару који је избио у згради у којој су живели, у Београду 2. јуна 2009. године.

## Дискографија
- (2005) - демо
- (2006) - демо
- (2007) - албум